# マシュー・モアトン (初代デュシー男爵)
初代デュシー男爵マシュー・デュシー・モアトン（英語: Matthew Ducie Moreton, 1st Baron Ducie PC (Ire)、1663年3月17日洗礼 – 1735年5月2日）は、グレートブリテン王国の政治家、貴族。ホイッグ党に所属し、1708年から1713年までと1715年から1720年までの2度にわたって庶民院議員を務めた。

## 生涯
エドワード・モートン（Edward Moreton、1687年没）と妻エリザベス（Elizabeth、旧姓デュシー（Ducie）、ロバート・デュシーの娘）の長男として生まれ、1663年3月17日に洗礼を受けた。1681年6月27日にケンブリッジ大学クイーンズ・カレッジに入学、1682年にM.A.の学位を修得した。
1685年にモンマスの反乱が勃発すると、反乱鎮圧のために編成された騎兵連隊にコルネット（騎兵少尉）として入隊したが、連隊はセッジムーアの戦いで反乱が鎮圧された後に解散された。1687年にコルネットとして第3竜騎衛兵隊に入隊、1689年9月までに大尉に昇進した後、大同盟戦争のフランドル戦役に参戦して、1690年に少佐に、1694年に中佐に昇進、1702年までに軍務から引退した。
軍務から引退した後、1704年から1705年までスタッフォードシャー州長官を、1705年から1706年までグロスタシャー州長官を務めた。
1707年7月ごろより次の総選挙でグロスタシャー選挙区から出馬する意向を示し、1708年イギリス総選挙でホイッグ党候補として出馬して2,472票でトップ当選した。この選挙はホイッグ党候補2名とトーリー党候補1名の間で戦われたが、モアトンがもう1人のホイッグ党候補第3代準男爵サー・ジョン・ガイズと共闘したかは投票傾向からは不明である。1708年から1710年までの会期ではヘンリー・サシェヴェラルの弾劾（1710年）に賛成票を投じるなどホイッグ党の一員として行動した。
1710年イギリス総選挙ではサシェヴェラルの件によりトーリー党有利な情勢であり、トーリー党は1710年3月よりグロスタシャーでの選挙活動をはじめ、6月には候補者を決め、さらにグロスタシャー統監にトーリー党の第2代ボーフォート公爵ヘンリー・サマセットが就任する予定という噂が流れた。しかし、トーリー党候補のジョン・ハウがオックスフォードシャー選挙区の補欠選挙で第3代準男爵サー・ロバート・ジェンキンソンの不興を買ったため、ジェンキンソンはグロスタシャーにおける領地の借地人にハウ支持を禁止、9月21日に議会が解散されたときにはハウが敗勢になっていた。さらに政権を握っていたロバート・ハーレーが動かず、ボーフォート公爵の統監就任もこのときは実現しなかった（総選挙直後にホイッグ党の第3代バークリー伯爵ジェームズ・バークリーが就任、ボーフォート公爵が統監に就任するのは1712年3月のこととなった）。選挙の結果はハウが得票数3位（2,900票）で落選、モアトンが2位（2,987票）で再選、トーリー党のジョン・シムズ・バークリーが3,184票でトップ当選した。モアトンが2位に落ちた理由としてイングランド国教会への批判が挙げられる。1710年から1713年までの会期で引き続きホイッグ党の一員として行動、1711年12月に「スペインなくして講和なし」の動議に賛成票を投じ、1713年6月にフランスとの通商条約に反対票を投じた。
1713年イギリス総選挙では統監に就任したボーフォート公爵の影響力でトーリー党が有利だったが、フランスとの通商条約に反対する有権者がホイッグ党を支持したため、トーリー党はまたしても2議席を得られず、シムズ・バークリーが2,322票でトップ当選したものの、ホイッグ党のトマス・スティーブンス（Thomas Stephens）が2,265票（得票数2位）で当選した。モアトンが得票数3位（2,222票）で落選したのは多くの人にとって予想外であり、選挙不正が噂されたが、モアトンは選挙申し立てをしなかった。『英国議会史』によれば、トーリー党の一部とホイッグ党中道派はモアトンの落選に喜び、国教忌避者とホイッグ党急進派はモアトンの落選に失望した。
ジョージ1世が即位した後の1714年10月には三たびグロスタシャー選挙区での出馬が決まり、バークリー伯爵が同10月に統監に復帰したことも追い風になって、1715年イギリス総選挙ではスティーブンスとモアトンが無投票で当選した。
1717年4月に実入りの大きい閑職であるアイルランド副大蔵卿に任命され、1717年5月以降は共同就任になった。就任に伴う出直し選挙では1,767票でヘンリー・コルチェスター（Henry Colchester、1,342票）を破った。同年8月22日、アイルランド枢密院の枢密顧問官に任命された。1715年以降の会期では常に与党に同調して投票し、1719年に貴族法案への賛成演説をした。1720年にホイッグ党分裂が解消されると、同年6月にアイルランド副大蔵卿を第3代準男爵サー・ウィリアム・セント・クィンティンに譲ることを余儀なくされたため、その代償として同年6月9日にグレートブリテン貴族であるスタッフォードシャーにおけるモアトンのデュシー男爵に叙された。
1735年5月2日にジャーミン・ストリート（現シティ・オブ・ウェストミンスターの一部）で死去、6日にトートワースで埋葬された。長男マシュー・デュシーが爵位を継承した。

## 家族
1690年1月11日、ロンドンでアラベラ・プレストウィッチ（Arabella Prestwich、1660年ごろ – 1750年3月/5月、第2代準男爵サー・トマス・プレストウィッチの娘）と結婚、3男4女をもうけた。
- マシュー・デュシー（1770年以降 – 1770年12月） - 第2代デュシー男爵（第1期）、初代デュシー男爵（第2期）
- チャールズ（1770年までに没） - 1女アンをもうけた[7]
- エリザベス - リチャード・シムズ（Richard Syms）と結婚、子供なし。庶民院議員フランシス・レノルズ（1773年8月8日没[3]）と再婚、子供あり。第2代デュシー男爵（第2期）トマス・レノルズ＝モアトンと第3代デュシー男爵（第2期）フランシス・レノルズ＝モアトンの母[7]
- ペネロープ（Penelope） - トマス・ストートン（Thomas Stourton）と結婚[7]